# Általános pénznemjel
Az általános pénznemjel (¤) pénznem jelölésére használatos szimbólum, amit akkor alkalmaznak, ha az adott pénznem devizajele nem áll rendelkezésre. Főleg olyan devizajelek helyettesítésére használják, melyek szimbóluma hiányzik a legtöbb karakter- és betűkészletből, mint például a colón (₡). Az általános pénznemjel képe egy kisbetű méretű kör, amiből négy rövid karocska ágazik ki 45° (ÉK), 135° (DK), 225° (DNy) és 315° (ÉNy) irányokban. Enyhén az alapvonal fölé emelkedik. A Unicode szabványban így szerepel: U+00A4 ¤ currency sign (HTML: &#164; vagy &curren;).
A pénznemjel valamikor része volt a Mac OS Roman karakterkészletnek, de az Apple a kódpontot az eurójelre (€) cserélte a Mac OS 8.5-ben. A nem-Unicode windowsos karakterkészletekben az eurójelet új kódpontként vezették be. A Unicode karakterkészletében mindkét szimbólumnak önálló kódpontot adtak.
A szimbólum előfordul több billentyűzetkiosztásban, köztük a francia, dán, norvég, svéd és a magyar billentyűzetkiosztásban is (AltGr+Ű).

## Története
Az általános pénznemjel első megjelenése a számítógépes kódtáblákban 1972-re tehető. Ekkor a dollárjelet cserélték le vele az ASCII és a „Nemzetközi Referenciaváltozat” nemzeti változataiban, amit az ISO/IEC 646 nemzetközi szabvány írt le. Olaszország javaslatára vezették be, hogy a dollárjel alternatívájaként szolgálhasson. Amikor az ISO 8859-et standardizálták, a latin betűs, arab és héber karakterkészletek 0xA4 helyére került. A cirill kódtáblában nem jutott neki hely, és a későbbi latin betűs készletekbe sem került bele. A népszerű Latin 1 frissítését célzó Latin 9 kódtábla az eurójellel cseréli le. A Szovjetunió számítógépes rendszereiben (melyek általában a KOI8-R kódtáblák valamely variánsát használták) az általános pénznemjel szerepelt azon a kódponton, ami az ASCII-ban a dollárjelet kódolja.

## Kontextusfüggő jelentés
Még rendeltetésszerű használata esetén is benne rejlik a kétértelműség; a ¤12,50 érthető úgy, hogy valamely pénznem 12,5 egysége, de a pénznem ismeretlen, illetve a karakter használatával össze nem függő információból ismerhető csak meg.
Valószínű, hogy a jel az ASCII (7 bites, 95 nyomtatható karakter) nemzeti változataiban a nemzeti devizajel helyzetének jelölésére szolgált azokban az esetekben, ahol egy-egy nemzeti (szabványügyi) szervezet nem volt hajlandó elfogadni a dollárjelet ($), mint a „pénz” vagy „deviza” „általános jelét”. Ekkor az általános pénznemjel ¤ betűképét a betűkészletben a megfelelő nemzeti pénznemjel képére cserélik (ƒ, ₤, ₧, ¥ stb.). Valami oknál fogva azonban a semleges pénznemjel (¤) használata önmagában is nyomtatható szimbólumként elterjedt eléggé ahhoz, hogy az ISO 8859 első változataiba bekerüljön.
Ugyanannak a kódpontnak a használata különböző nemzeti devizajelek kódolására problematikus lehet a nemzetközi kommunikációban. Ha például egy e-mailben vagy egy weboldalon £100 van írva, de a fogadó oldal nem a megfelelő karakterkészlet szerint értelmezi a tartalmat, előfordulhat, hogy például ¥100-ként jelzi ki az árat, ami jóval kisebb értéket képvisel £100-nál.

## Egyéb használata
- CSV-fájlok egy lehetséges elválasztó karaktere
- Későbbi optikai karakterfelismerés céljából papírra vetett szövegnél törlésjel:
  - ¤: töröld az előző karaktert
  - ¤¤: töröld ki az előző szót (tehát vissza az előző szóköz karakterig)
  - ¤¤¤: töröld ki az egész sort
- a Microsoft Word egyes nézeteiben a táblázat cellájának végét jelzi
- az Xbox 360-ban a segítségével lehet bevinni a Microsoft Points szimbólumot (a Microsoft online boltjaiban használt virtuális pénz jele)
- a BASIC egyes változataiban (különösképp a szovjet változatokban és az ABC BASIC-ben) az általános pénznemjellel jelölték a karakterfüzéreket a dollárjel helyett. Sok nemzeti billentyűzeten, illetve kódtáblában ugyanazt a helyet foglalta el, mint a dollárjel az amerikai billentyűzeten, illetve a US-ASCII-ben.
- A lineáris A írásban és a lineáris B írásban megjelenik a karakter, az ezres számot jelölve.

## Fordítás
- Ez a szócikk részben vagy egészben a Currency (typography) című angol Wikipédia-szócikk ezen változatának fordításán alapul.  Az eredeti cikk szerkesztőit annak laptörténete sorolja fel. Ez a jelzés csupán a megfogalmazás eredetét és a szerzői jogokat jelzi, nem szolgál a cikkben szereplő információk forrásmegjelöléseként.